# Ливино
Ливино (каз. Ливино) — село в Восточно-Казахстанской области Казахстана. Входит в состав городской администрации Риддера. До 2013 года входило в состав упразднённого Пригородного сельского округа. Код КАТО — 632433600.

## Население
В 1999 году население села составляло 182 человека (81 мужчина и 101 женщина). По данным переписи 2009 года, в селе проживало 138 человек (64 мужчины и 74 женщины).